# Amoturoides pachymerus
Amoturoides pachymerus är en stekelart som beskrevs av Boucek 1978. Amoturoides pachymerus ingår i släktet Amoturoides och familjen gallglanssteklar.
Artens utbredningsområde är Ghana. Inga underarter finns listade i Catalogue of Life.